# جاقمه
جاقمه (به فرانسوی: Jaqma) یک شهرک در مراکش است که در استان برشید واقع شده‌است. جاقمه ۱۰٬۳۰۶ نفر جمعیت دارد.